# 克洛艾·吉利兰
克洛艾·吉利兰（英語：Chloe Gilliland，1990年8月25日—），澳大利亚女子竞技体操运动员。她曾代表澳大利亚参加2006年英联邦运动会体操比赛，获得女子个人全能和女子团体全能金牌。